# 北海道道258号早来千歳線
北海道道258号早来千歳線（ほっかいどうどう258ごう はやきたちとせせん）は、北海道勇払郡安平町と千歳市を結ぶ一般道道（北海道道）である。

## 概要

### 路線データ
- 起点：北海道勇払郡安平町早来富岡（北海道道10号千歳鵡川線交点）
- 終点：北海道千歳市上長都（国道36号交点）
- 総延長：20.004 km
- 実延長：16.199 km
- 重用延長：3.805 km

### 道路管理者
- 胆振総合振興局 室蘭建設管理部 苫小牧出張所
- 空知総合振興局 札幌建設管理部 千歳出張所

## 歴史
- 1957年（昭和32年）3月30日 - 177号として路線認定[1]。
- 1994年（平成6年）10月1日 - 路線番号を258号に変更[2]。

## 路線状況

### 重複区間
- 国道36号（千歳市平和）
- 国道337号（千歳市清水町6丁目 - 千歳市千代田町7丁目）

## 地理
本路線は千歳市街地では「中央大通」と呼ばれ、国道36号が市街地南部を迂回する経路であるのに対して、本路線は市街地中心部を縦貫する経路を通る。

### 通過する自治体
- 胆振総合振興局
  - 勇払郡安平町
- 石狩振興局
  - 千歳市

### 交差する道路
安平町
- 北海道道10号千歳鵡川線 - 早来富岡（起点）

千歳市
- 国道36号 - 平和（重複）
- 国道337号 - 清水町6丁目、千代田町7丁目（重複）
- 北海道道600号島松千歳線 - 新富3丁目
- 国道36号 - 上長都（終点）

### 沿線にある施設など
安平町
- アイリスオーヤマ北海道工場 - 早来富岡258-9
- 独立行政法人種苗管理センター胆振農場 - 早来富岡499

千歳市
- 千歳市立駒里小中学校 - 駒里945-6
- シャムロックカントリークラブ新千歳空港コース - 柏台
- 紳士服のはるやま千歳店 - 朝日町7丁目
- 千歳郵便局 - 千代田町7丁目
- 千歳警察署駅前交番 - 千代田町7丁目10-2
- JR北海道 千歳線 千歳駅 - 千代田町7丁目
- 苫小牧信用金庫千歳支店 - 千代田町6丁目18
- 千歳ステーションプラザ - 千代田町7丁目
- イオン千歳店 - 栄町6丁目51
- さんぱち千歳店 - 北栄2丁目22-2
- ANAクラウンプラザホテル千歳 - 北栄2丁目2-1
- ワークマン千歳店 - 新富3丁目10-6
- DCM富士店 - 富士4丁目
- 北海道日産自動車千歳店 - 北信濃779-2
- カルビー北海道工場 - 北信濃779-4
- 開拓記念公園 - 北信濃
- トッパンパッケージプロダクツ千歳工場
- 日本アスパラガス千歳工場 - 北信濃864-6[3]
- ランドブレイン千歳モール - 北信濃867-1[4]
- キリンビール北海道千歳工場